# Moulin de Sénercy
Le moulin de Sénercy est un moulin situé à Séry-lès-Mézières, en France.

## Description

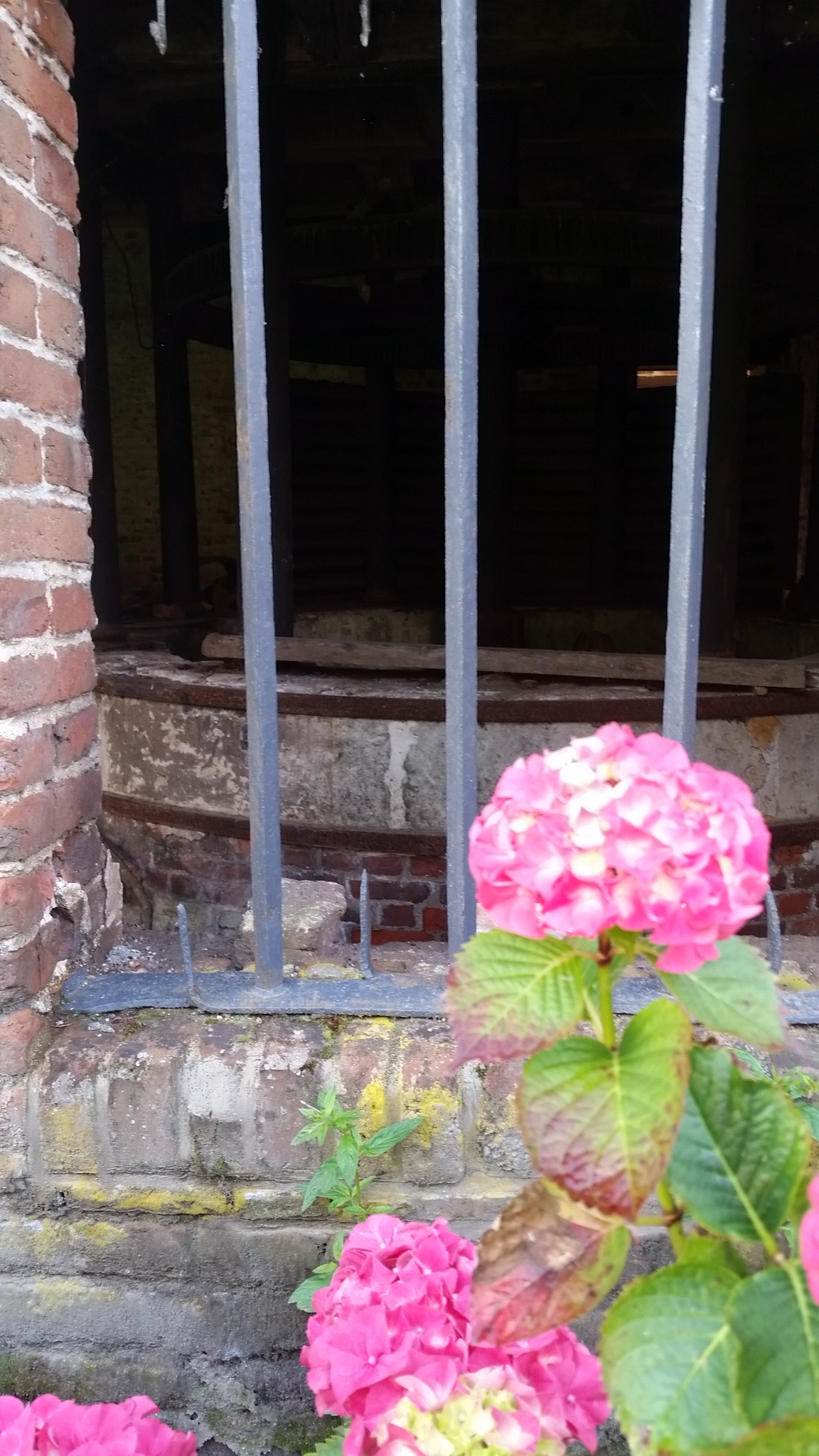
Vue de la roue du moulin

## Localisation
Le moulin est situé sur la commune de Séry-lès-Mézières, dans le département de l'Aisne.

## Historique
Le monument est inscrit au titre des monuments historiques en 1994.